# Liriodendron chinense
Liriodendron chinense (Hemsl.) Sarg. è una specie asiatica appartenente alla famiglia delle Magnoliaceae.

## Descrizione

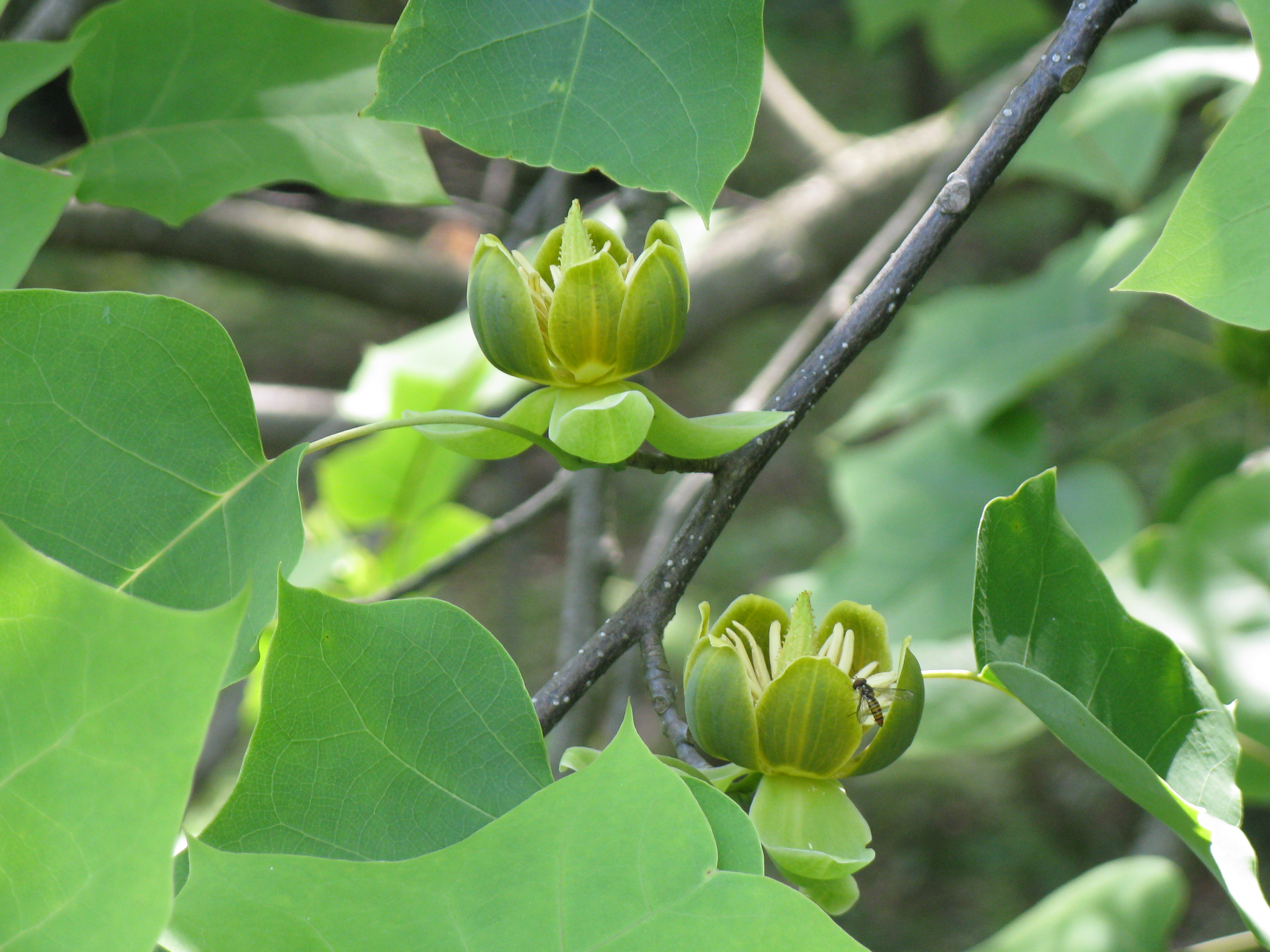
Ramoscelli di Liriodendron chinense con fiori

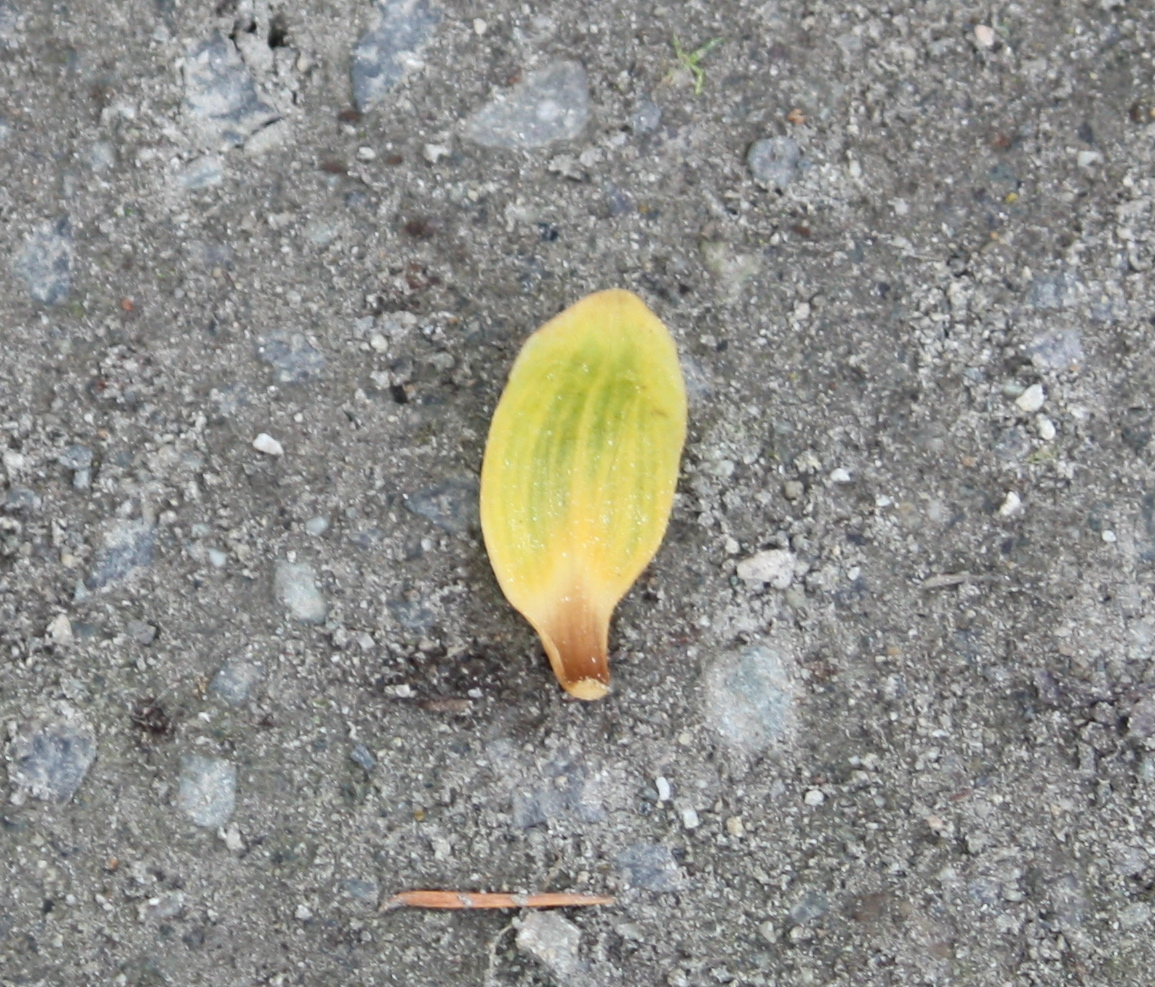
Petali di fiore Liriodendron chinense nei Finnerty Gardens, Università di Victoria

Liriodendron chinense è molto simile alla specie americana Liriodendron tulipifera, differendo solo nelle foglie, un po' più grandi e più marcatamente lobate, e nei petali dei fiori, che sono privi del pigmento arancione di L. tulipifera. L'albero di tulipifera cinese raggiunge l'altezza anche di 40 m dal suolo.

## Distribuzione e habitat
La specie è originaria della Cina meridionale e cresce nelle provincie di Hubei, Hunan, Zhejiang, Fujian, Jiangxi, Anhui, Sichuan, Guangxi, Yunnan e Guizhou ed anche localmente nel Vietnam settentrionale. Esemplari protetti si trovano nella Riserva nazionale di Tianmushan e nella Riserva naturale di Badagongshan.

## Conservazione
La Lista rossa IUCN classifica Liriodendron chinense come specie prossima alla minaccia di estinzione (Near Threatened).

## Coltivazione
Non è resistente come le specie americane, ma è coltivata negli altri continenti come albero ornamentale. Viene coltivata in Inghilterra (ove ce ne sono molti al Royal Botanic Gardens, Kew), Belgio, Paesi Bassi e Germania. Nel Nordamerica la si coltiva sia sulla costa orientale, come su quella occidentale:  a Boston (Massachusetts) come a Vancouver (Columbia Britannica). È un albero da strada nell'Università di Victoria e lungo il Veterans' Memorial Parkway a Langford. Nella coltivazione essa cresce con la medesima velocità delle analoghe americane. Una cultivar (J.C.Raulston) con foglie più larghe e più scure di quelle tipiche è stato realizzato nella Carolina del Nord.